# Clarmont (Szwajcaria)
Clarmont − miejscowość i gmina (commune) w zachodniej Szwajcarii, w kantonie Vaud, w okręgu (district) Morges. Leży nad rzeką Morges. 

## Demografia
W Clarmont mieszka 213 osób. W 2021 roku 21,1% populacji gminy stanowiły osoby urodzone poza Szwajcarią.

## Transport
Przez teren gminy przebiega droga główna nr 124.